# 朱良春
朱良春（1917年8月—2015年12月13日），男，江苏镇江人，中国中医内科学家，南通市中医院首任院长，南京中医药大学终身教授，首届国医大师。

## 其他
- 中國中醫
- 中国针灸治疗学
- 蒲辅周
- 施今墨
- 錢伯煊
- 承澹庵
- 西苑醫院